# Bulgarian International 1993
Die Bulgarian International 1993 im Badminton fanden vom 19. bis zum 21. November 1993 in Sofia statt.

## Titelträger
| Disziplin    | Sieger                                    |
| ------------ | ----------------------------------------- |
| Herreneinzel | Hannes Fuchs                              |
| Dameneinzel  | Irina Serova                              |
| Herrendoppel | Mikhail Korshuk Vitaliy Shmakov           |
| Damendoppel  | Tatiana Gerasimovitch Vlada Chernyavskaya |
| Mixed        | Vitaliy Shmakov Vlada Chernyavskaya       |